# Stadionul Wankdorf
Stadionul Wankdorf (germană Wankdorfstadion) a fost un stadion de fotbal din cartierul Wankdorf din Berna, Elveția. Stadionul a fost construit în 1925 și a fost stadionul de casă al clubui BSC Young Boys.
Pe acest stadion s-a jucat Finala Campionatului Mondial de Fotbal 1954, Finala Cupei Campionilor Europeni 1961 și finala Cupei Cupelor UEFA din 1989.
După demolare, stadionul Stade de Suisse a fost construit pe locul său.

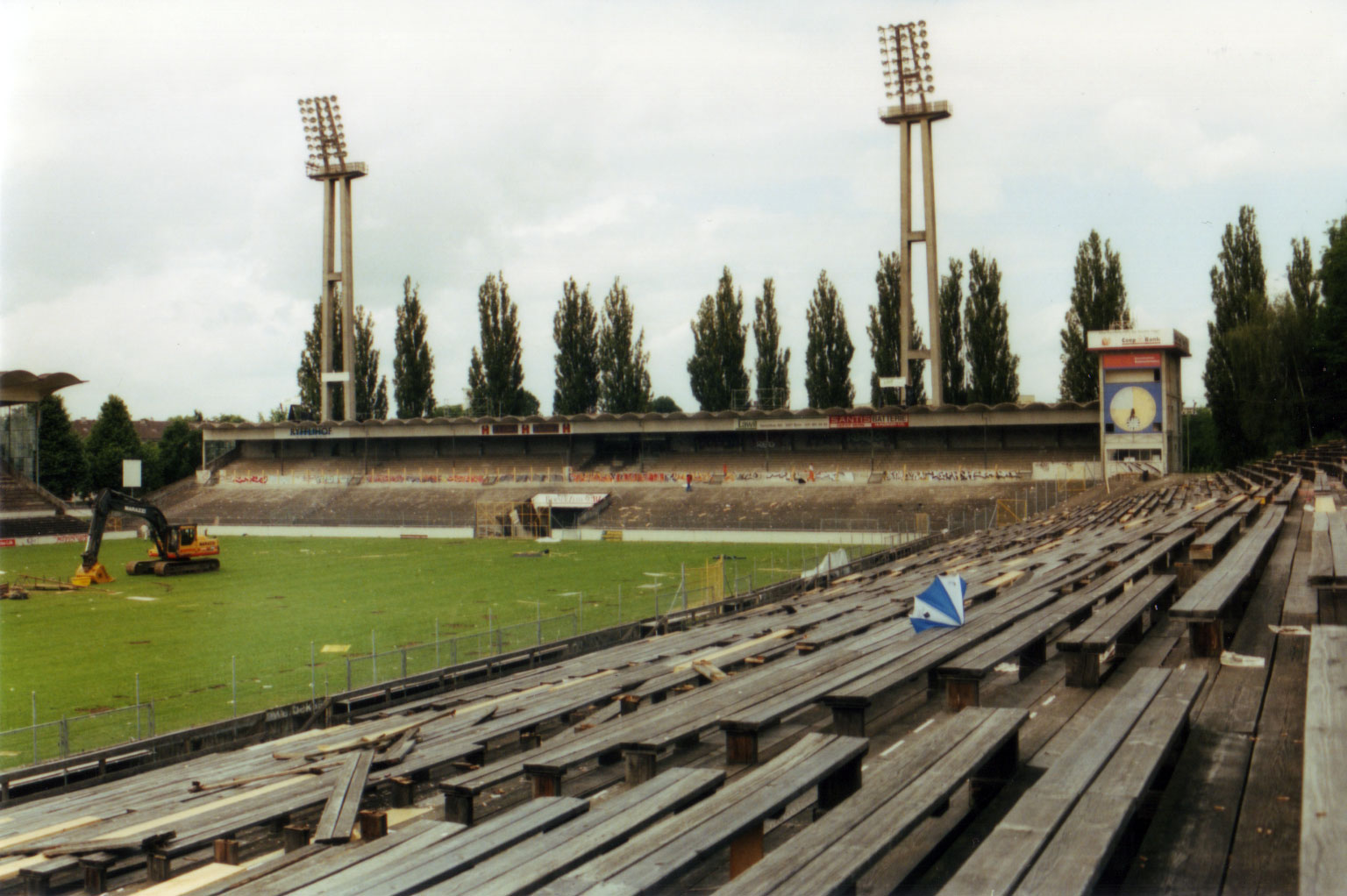
Stadionul în anul demolării, 2001